# Valbois
Valbois ist eine französische Gemeinde mit 95 Einwohnern (Stand: 1. Januar 2022) im Département Meuse in der Region Grand Est (bis 2015 Lothringen). Die Gemeinde gehört zum Arrondissement Commercy und zum Kanton Saint-Mihiel. 

## Geografie
Valbois liegt etwa 29 Kilometer südsüdöstlich von Verdun. Das Gemeindegebiet ist Teil des Regionalen Naturparks Lothringen. Umgeben wird Valbois von den Nachbargemeinden Lamorville im Westen und Norden, Chaillon im Norden und Nordosten, Buxières-sous-les-Côtes im Osten und Südosten sowie Saint-Mihiel im Süden und Westen.

## Geschichte
Zum 1. Januar 1973 entstand Valbois aus den vormals eigenständigen Gemeinden Varvinay, Savonnières-en-Woëvre und Senonville.

## Bevölkerungsentwicklung
| Jahr                       | 1962 | 1968 | 1975 | 1982 | 1990 | 1999 | 2006 | 2011 | 2019 |
| Einwohner                  | (57) | (44) | 113  | 98   | 116  | 97   | 110  | 97   | 93   |
| Quellen: Cassini und INSEE |      |      |      |      |      |      |      |      |      |

## Sehenswürdigkeiten
- Kirche Saint-Hilaire, erbaut 1847 in Savonnières-en-Woëvre
- Kirche Saint-Jean-Baptiste, erbaut 1840 in Varvinay
- Kirche Saint-Pierre-ès-Liens aus dem 12. Jahrhundert in Senonville